# Lih Baulelo
Lih Baulelo ist ein Stadtteil der osttimoresischen Landeshauptstadt Dili im Suco Comoro (Verwaltungsamt Dom Aleixo, Gemeinde Dili).
Lih Baulelo befindet sich in Tasitolu, am Südufer des Mittleren der gleichnamigen Salzseen und entstand erst nach der Unabhängigkeit Osttimors 2002. Südlich steigt das unbesiedelte Hügelland rasch an. Administrativ gehört das Gebiet zur Aldeia 12 de Outubro. Die Rua de Masin Fatin, die Hauptstraße des Stadtteils, führt entlang des Seeufers.